# Femmes dans la Commune de Paris
Les femmes dans la Commune de Paris, aussi appelées « communardes », sont des Parisiennes qui ont pris une part active dans la période insurrectionnelle de l'histoire de Paris qui dura un peu plus de deux mois, du 18 mars 1871 à la « Semaine sanglante » qui se termine le 28 mai 1871. Leur engagement a aussi permis de faire avancer les droits des femmes. Cette insurrection refusa de reconnaître le gouvernement issu de l'Assemblée nationale, qui venait d'être élue au suffrage universel masculin.
Les femmes pendant la Commune de Paris se sont particulièrement impliquées, en vue notamment de l'amélioration de leurs droits, ainsi que leurs conditions de travail et de vie familiale. Elles occupent divers rôles actifs pendant ces événements et font de la Commune une étape importante sur le chemin de l'émancipation des femmes,. Si le bilan de la Commune est limité en raison de sa courte durée, son héritage politique demeure important pour les femmes : la parité et des premières formes d'organisation structurées de femmes apparaissent pendant cette période, notamment l'Union des femmes pour la défense de Paris et les soins aux blessés ou le Comité de vigilance de Montmartre,.

## Situation des femmes à la veille de la Commune

### Un quotidien précaire
Sous le Second Empire, les inégalités salariales sont fortes : les hommes gagnent deux fois plus que les femmes,, qui sont perçues comme concurrentes des hommes et employées à plus faible coût. La plupart d'entre elles sont ouvrières. En général, elles travaillent depuis leur domicile pour pouvoir s'occuper de leur famille où les problèmes d'alcool sont fréquents. L’industrie et les couvents qui bénéficient d'une main d’œuvre gratuite exercent une forte concurrence, baissant le coût de leur travail. Parfois elles doivent se prostituer pour que leur famille subsiste,.

### Une émergence du mouvement des femmes
La révolution de 1848 donne naissance à quelques figures féminines notoires telle que Jeanne Deroin, Pauline Roland qui sont cependant vite oubliées. La lutte pour les droits des femmes se poursuit de façon intellectuelle laissant de côté le milieu ouvrier,.
Les premières féministes françaises apparaissent en France après les années 1860. André Léo profite de la relative liberté promue par le Second Empire à ses débuts, pour publier des ouvrages consacrés à l'égalité des sexes. En 1866, elle crée l'« Association pour l'amélioration de l'enseignement des femmes » et en 1868, elle publie un texte défendant l'égalité des sexes qui est à l'origine du premier groupe féministe français. D'autres femmes défendent aussi l'idée de la libération des femmes comme Julie Daubié, première femme à obtenir le baccalauréat en 1861, Paule Minck, Amélie Bosquet, Adèle Esquiros, etc. Toute cette réflexion se traduit par la création de journaux comme  Le Droit des femmes de Léon Richer en 1869 et d'associations comme la « Société pour la revendication des droits civils de la femme » par André Léo, également en 1869. Les différents mouvements pour l'amélioration de la condition féminine ne sont pas alors toujours d'accord sur ce qui est primordial. Les uns mettent en avant l'éducation des filles alors que d'autres réclament l'égalité juridique et civile.

### Guerre de 1870
Le 8 septembre 1870, une manifestation, menée par André Léo et Louise Michel se déroule devant l’Hôtel de ville de Paris et exige des armes pour se défendre contre l'armée prussienne,. Le mois suivant, le 7 octobre 1870, environ 150 femmes revendiquent le droit de pouvoir soigner, au front, les blessés de la guerre de 1870 et de remplacer les hommes dans les ambulances,. Après le siège de Paris et une grave famine au cours de l'hiver 1870-1871, la capitulation française et le cessez-le-feu le 26 janvier 1871, la situation paraît insupportable aux Parisiens, qui ont résisté à l'ennemi pendant près de quatre mois. Des clubs et sociétés populaires émergent au cours de ce siège et donnent l'occasion à de nombreuses femmes de s'exprimer sur les questions qui leur sont importantes.
Il est important de noter que les femmes qui sont actives durant ce siège le seront aussi durant la Commune telle Sophie Poirier et son atelier d'uniformes ou Louise Michel qui met en place une ambulance.

### Déclenchement de la Commune
Quand le gouvernement décide de désarmer les Parisiens, ceux-ci se sentent directement menacés. Les femmes commencent à participer aux différentes manifestations des parisiens, témoignant de leur colère et se regroupant sans agenda précis. Le 18 mars, l'armée vient chercher les canons mais le peuple parisien s'y oppose. Ce sont les femmes qui, réveillées les premières empêchent les soldats de saisir les canons. Louise Michel participe activement sur la butte Montmartre à cette opposition.

## Mesures sociales
Peu de dirigeants masculins de la Commune, à l'exception d'Eugène Varlin, Léo Frankel et Benoît Malon se préoccupent des enjeux directement liés au sort des femmes. Les femmes n'ont pas accès aux postes de pouvoir durant cette période,.
Beaucoup des mesures de la Commune concernent toutefois le droit des familles et des travailleurs, à l'instar de la reconnaissance de l'union libre (le mouvement verse une pension aux veuves de fédérés mariées ou non, ainsi qu'à leurs enfants légitimes ou naturels),, de l'interdiction de la prostitution, de la mise en place d'un début d'égalité salariale, de l'accès à l'éducation et de la facilitation du divorce. Les femmes sont les bénéficiaires indirectes de ces mesures.
Le temps manque pour instaurer le droit de vote des femmes. L'historien Jacques Rougerie note qu' « on ne voit pas de femmes revendiquer alors, comme quelques-unes l'avaient fait en 1848, un droit de suffrage que leurs compagnons révolutionnaires leur auraient à coup sûr refusé »,.
Le 10 mai 1871, la Commission du Travail et d'échange reconnait la nécessité de créer des syndicats de femmes pour l'organisation du travail des femmes.

## Premier mouvement de femmes

### L'Union des femmes
L'un des premiers mouvements se réclamant ouvertement du féminisme de masse, l'Union des femmes pour la défense de Paris et les soins aux blessés qui devient l'Union des femmes est créé le 11 avril 1871, dans un café de la rue du Temple, à Paris, par Nathalie Lemel et Élisabeth Dmitrieff,. Dans son premier appel, cette association positionne la Commune dans le cadre de la lutte pour l'émancipation de la classe ouvrière, ses deux fondatrices étant membres de l'association internationale des travailleurs (AIT) mais les revendications s'élargissent. Dans leur esprit le travail de l'Union s'ajoute à celui de l'Internationale puisque la domination des hommes sur les femmes est un des éléments de la lutte des classes.
Cette union a pour but d'impliquer davantage les femmes dans la Commune par l’intermédiaire de clubs et de réunions de quartier. L'Union, bien structurée, va ensuite être en mesure d'organiser des comités de soutien dans chaque arrondissement permettant ainsi que toutes les ambulances soient pourvues par les femmes. L'Union prend en charge un rôle caritatif, reprenant la place de l'Église à la suite du décret de séparation des Églises et de l'État dans les écoles et les hôpitaux.
L'Union réclame le droit au travail et obtient l'égalité des salaires (un commencement d'application est mis en place pour les institutrices), elle participe au recensement des ateliers abandonnés par leurs patrons réfugiés à Versailles et organise des ateliers autogérés.
Certain comités d’arrondissement réclament la fermeture des maisons closes avec plus ou moins de succès. Le Club des libres penseurs vote pour l'affranchissement complet de la femme.
La commission exécutive de la Commune supporte les vues de ce comité sans donner suite. Selon Jacques Rougerie, historien de la Commune, il ne s'agit pourtant que de « quelques groupes de femmes révolutionnaires ».
L'influence de cet Union grandit tout au long de la Commune allant de l'organisation de réunion et la formation aux soins infirmiers jusqu'à l'armement des femmes et à forcer l'enrôlement des hommes pour la défense de Paris.

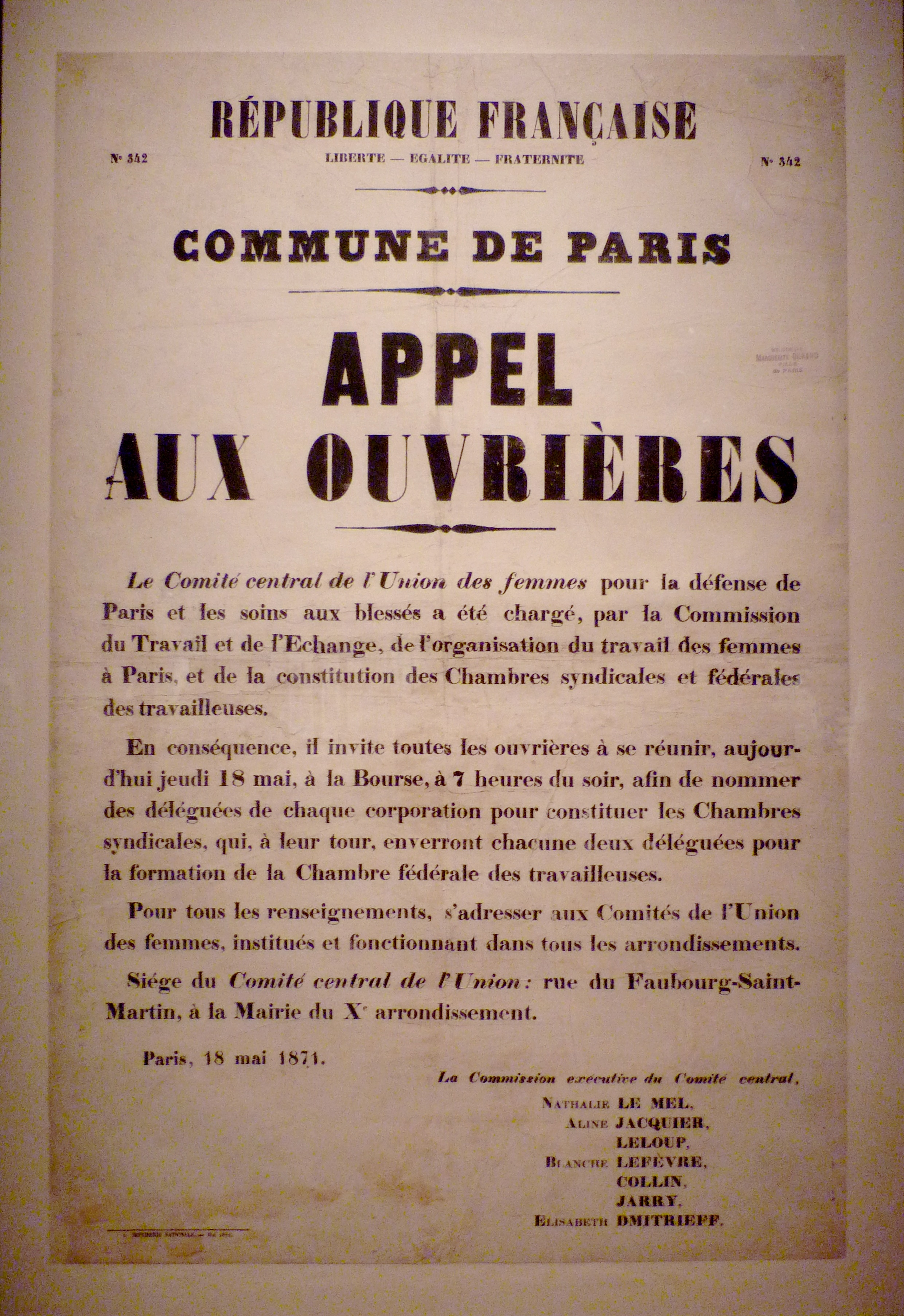
Appel aux ouvrières du 18 mai 1871 lancé par l'Union des femmes pour la défense de Paris et les soins aux blessés

### Autres associations
En plus de l'Union des femmes, d'autres organisations de femmes sont également actives durant la Commune. Le Comité des femmes de la rue d'Arras se distingue par l'organisation d'ateliers collectifs « afin de préparer l'organisation du travail des femmes par elles-mêmes », ainsi que le recrutement de femmes soldats et de véhiculer des idées révolutionnaires.
La société Éducation Nouvelle, formée d'institutrices, demande l'instauration d'une école laïque, obligatoire, gratuite et pour tous au gouvernement de la Commune,. De même, Louise Michel demande la création d'orphelinats laïcs et d'écoles professionnelles.

### Nature des revendications
On distingue deux types de revendication, en fonction de l'origine sociale des femmes sans que l'un exclue l'autre. Pour les femmes issues de milieu ayant accès à l'éducation, l'égalité politique et civique (droit de vote) est l'objectif dans un contexte de lutte des classes. Pour celles issues d'un milieu ouvrier, les préoccupations sont plus concrètes et se concentrent, par exemple, sur l'égalité salariale, l'accès à l'éducation des filles.

## Les rôles tenus

### Journaliste
D'une façon générale, il y a peu de support pour un journal féminin en particulier pendant la Commune en raison des activités révolutionnaires des femmes et de la Commune elle-même. Cependant, les journaux La Commune, Le Rappel et La Sociale servent de tribunes aux idées d'André Léo parfois en compagnie de Benoît Malon. Paule Minck écrit également dans La Commune.

### Soldate

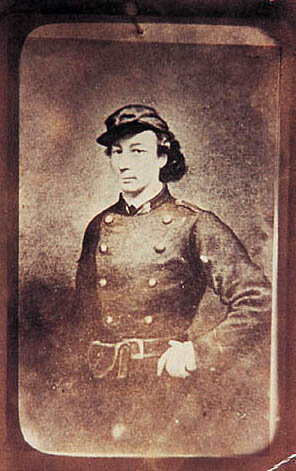
Louise Michel en uniforme de fédérée.

Cette adresse à la commission exécutive de la Commune montre que les femmes veulent faire partie de la défense de la Commune sans distinction de sexe: « Que la Commune, représentante du grand principe proclamant l’anéantissement de tout privilège, de toute inégalité, - par la même est engagée, à tenir compte des justes réclamations de la population entière, sans distinction de sexe, - distinction crée et maintenue par le besoin de l’antagonisme sur lequel reposent les privilèges des classes gouvernementales »
Malgré les nombreux appels des femmes, le gouvernement de la Commune fut lent à incorporer les femmes dans la défense de Paris contre les Versaillais et ne le réalise pas pleinement. Seule la 12e légion parvient à organiser une compagnie de « citoyennes volontaires », dite légion des Fédérées,. Cependant, leur rôle est limité à chasser les réfractaires au combat et elles ne sortent pas de la ville. Ce groupe est lié au club Éloi ; il est dirigé par la colonelle Adélaïde Valentin et la capitaine Louise Neckbecker.
Le plus souvent, les femmes sont cantonnées à des rôles non-combattants et leur implication dans les actions militaires est plutôt le fruit des clubs et comités de quartier et de l'Union des femmes. Nathalie Lemel exhorte les femmes à prendre les armes au club de la Délivrance.
Au cours de la semaine sanglante, plusieurs milliers sont retrouvées sur les barricades à défendre Paris, . Louise Michel est connue pour avoir revêtu sous l'habit des « fédérés » mais on distingue Léontine Suétens, blessée deux fois, Marguerite Lachaise.

### Ambulancière et vivandière
Lors des combats où fédérés et versaillais s'opposent, les femmes aident en participant aux soins aux blessés ou leur approvisionnement . Les combats se font en famille avec la présence des enfants.
Sur les 1 050 femmes jugées par les conseils de guerre la plus grande partie est constituée d’ambulancières, de cantinières ou de vivandières.

### Les clubs

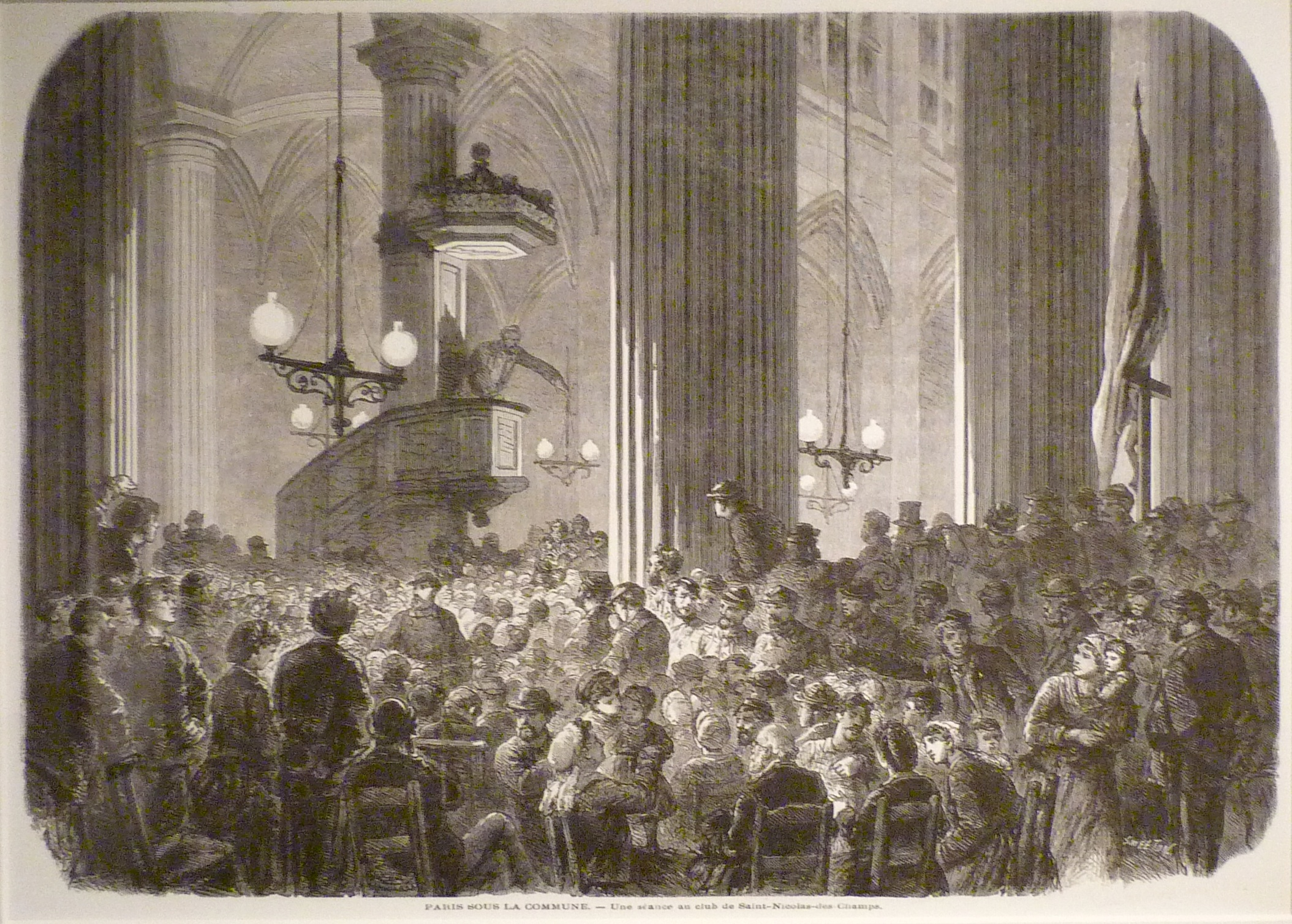
Club de Saint-Nicolas-des-Champs où les femmes, après un refus initial de leur droit à la parole, contribuent fortement. L'Illustration, 20 avril 1871.

La création des clubs par l'Union des femmes pour la défense de Paris et les soins aux blessés assure, en plus de la défense de Paris, la propagation des idées révolutionnaires et le recrutement des femmes. Nathalie Lemel coordonne et intervient parfois dans ses réunions tenues dans les quartiers ouvriers de Paris. Les réunions se tiennent dans les églises, et les femmes y sont particulièrement actives. On distingue :
- Comité de vigilance de Montmartre présidé par Sophie Poirier[1],[38].
- Club de la Délivrance à l'église la Trinité et présidé par Lodoïska Caweska[25]
- Club des libres penseurs à l'église Saint-Germain-l'Auxerrois[25],[39]
- Club des femmes patriotes à Saint Lambert-de-Vaugirard
- Club Saint Nicolas à l'église Saint-Nicolas-des-champs[25]
- Club de Notre-Dame-de-la-Croix à Belleville[31]
- club Éloi, à l’Église Saint-Éloi du XIIe arrondissement[16].
- club Ambroise dans le XIe arrondissement qui compte jusqu'à 3 000 femmes[17]
- Club des femmes de la Boule noire qui se tient rue des Acacias, présidé par Sophie Poirier[40] et Béatrix Excoffon en fut la vice-présidente[41].

### Le cas des pétroleuses
Une pétroleuse est un terme qualifiant une femme accusée d’avoir employé du pétrole pour allumer des incendies lors de l’écrasement de la Commune de Paris par les Versaillais. Aucune preuve n'est disponible pour affirmer ce rôle,. On affubla de ce terme, particulièrement après l’incendie de l’Hôtel de ville de Paris (24 mai 1871), les femmes qui avaient pris part aux combats armés, faisant d’elles les boucs émissaires du vandalisme survenu pendant la Semaine sanglante. Cette idéologie persiste jusqu'à nos jours.

### Autres rôles
La chanteuse Agar donne un concert de soutien aux Tuileries,.

## Participation aux événements de la Commune

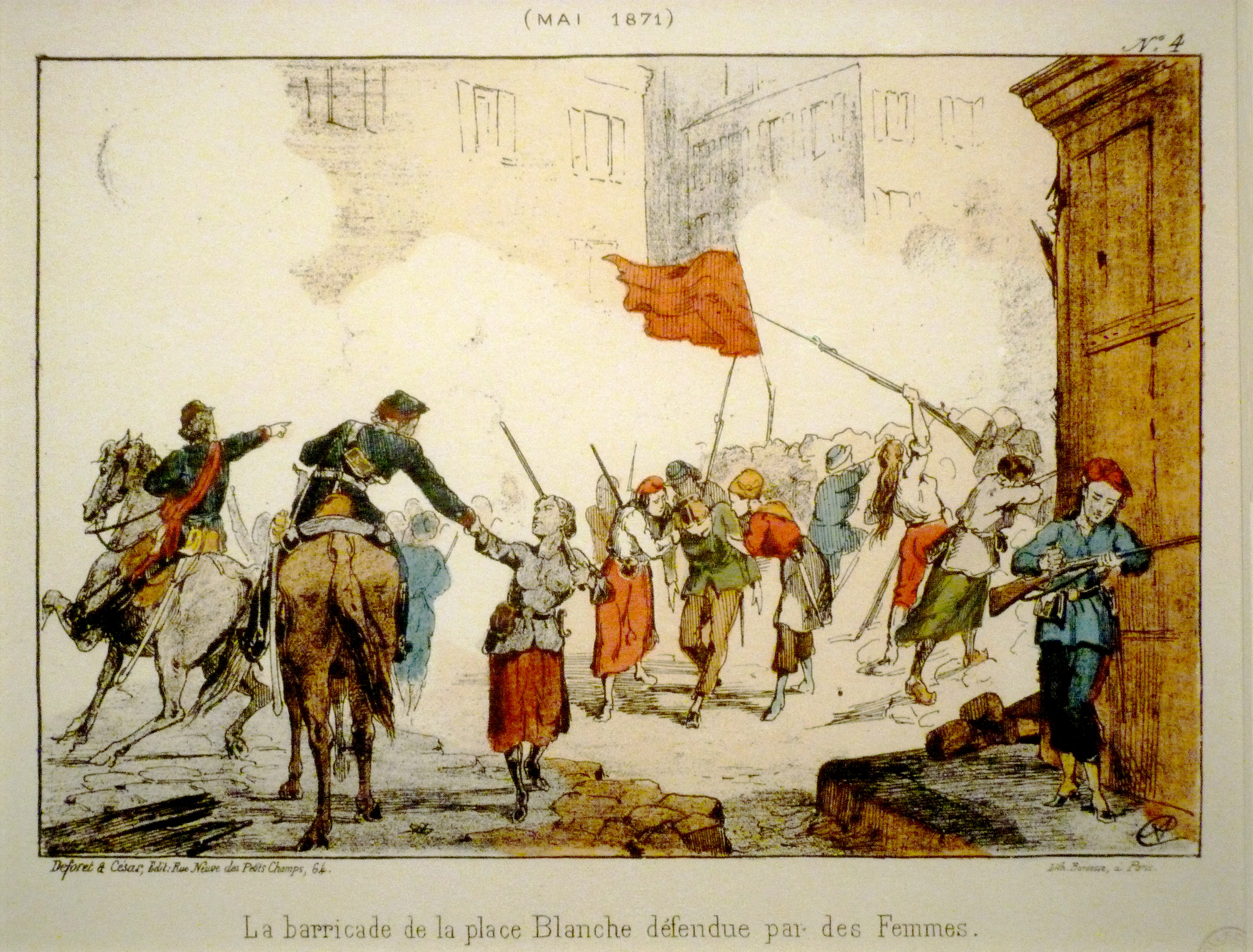
La barricade de la place Blanche défendue par des femmes, lithographie d'Hector Moloch.

Certains journaux parisiens, tels Le Rappel, appellent les femmes à rester au foyer.
Le 3 avril 1871, une marche de femmes en direction de Versailles, où l'Assemblée nationale est réfugiée prend place à l'instar de celle qui marchèrent en octobre 1789,. La marche, créée dans un but de conciliation, n'atteint pas sa destination cependant mais sera sans doute à l'origine de la création de l'Union des femmes pour la défense de Paris et les soins aux blessés le 11 avril 1871.
Le 10 avril 1871, un groupe de femmes s'empare d'une guillotine et la fait symboliquement brûler place Voltaire, afin de signifier une différence entre le concept de révolution et d'échafaud.

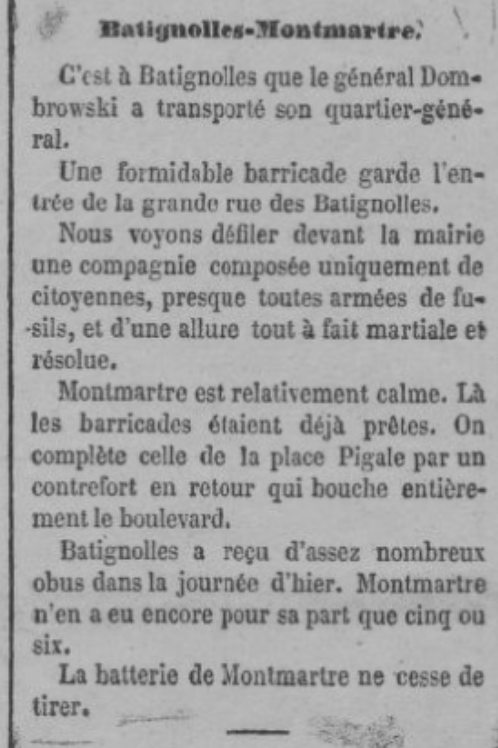
Le Rappel mention des barricades de femmes durant la Commune de Paris.

Au cours de la Semaine sanglante où les troupes versaillaises entrent dans Paris, des femmes, parmi lesquelles Élisabeth Dmitrieff, Nathalie Lemel, Blanche Lefebvre, Béatrix Excoffon et Malvina Poulain, défendent la place Blanche sur une barricade le 23 mai 1871,. 120 femmes y retardèrent les troupes du général Clinchant avant de se replier, épuisées et à court de munitions, place Pigalle,. De nombreuses communardes sont présentes pour la défense de la gare de Montparnasse ou sur les barricades de la place Pigalle, aux Batignolles,.
Lorsque les Versaillais reprennent Paris, le sort des femmes n'est pas différent des hommes : exécution sur place ou jugement sommaire. 4 000 femmes auraient été tuées pour un total de 20 000 victimes. 1 051 femmes sont emprisonnées et jugées par le 4e Conseil de guerre. Aucune femme ne fut condamnée à mort cependant nombreuse furent celles  emprisonnées, déportées ou condamnée aux travaux forcés. Bien souvent, les autorités militaires cherchaient toujours à prouver leur immoralité sexuelle (concubine, prostituée, lesbienne selon les termes et la gradation en place) ou si elles étaient voleuses, hystériques ou criminelles. D'une façon générale, c'est leur activité révolutionnaire et idéologique plus que militaire qui inquiète le Conseil de guerre. Maria Deraismes est une des seules à assurer leur défense,,.
Certaines parviennent à s'échapper, avec leur famille si nécessaire. L'amnistie générale fut déclarée en 1880.

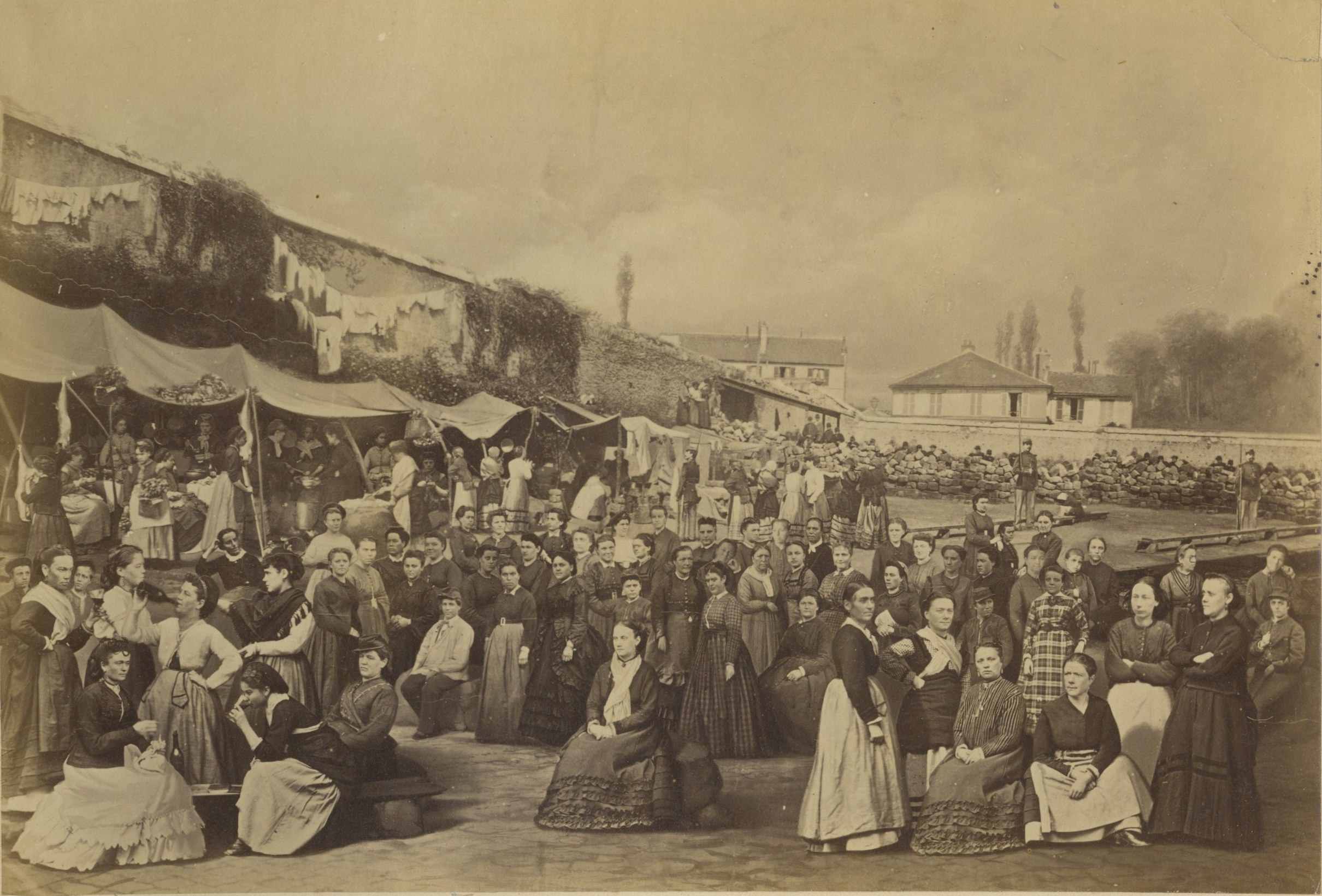
Louise Michel est la 2e personne debout à droite.

## Importance des femmes pendant la Commune
Les points de vue diffèrent sur l'importance du rôle des femmes lors de la Commune, notamment en raison du manque de témoignage. Il est certain que leur participation donna une autorité morale à cette insurrection.
Jacques Rougerie exprime qu'elles « ont tenu bravement leur place sans qu'il faille l'exagérer en ces brèves journées de 1871. » Eugène Schulkind estime qu'« il est remarquable que ce groupe de femme se rendit mieux compte dès le debut, de l'importance d'une théorie révolutionnaire comme arme et d'une forte organisation comme moyen de réalisation, que la plupart des membres, même de la Commune ».
Paul Lidsky, spécialiste des écrits anti-communards réalisés par les artistes et intellectuels issus des élites françaises, indique que les femmes de la commune y sont la cible d'une violence toute particulière. Le mépris des classes populaires y est associé à une profonde misogynie. La bravoure des combattantes est reconnue mais assimilé à des problèmes psychiatriques et nerveux propres au "sexe faible". Leur morale sexuelle est mise en doute et elles sont accusées d'être prostituées, des femmes sujettes à la perversion morale et sexuelle voulant jouir de l'union libre voire du communisme sexuel. Toute dimension sociale et politique est déniée à leur action. Alexandre Dumas fils écrit notamment « Nous ne dirons rien de leurs femelles, par respect pour les femmes à qui elles ressemblent – quand elles sont mortes ».

## Galerie de communardes

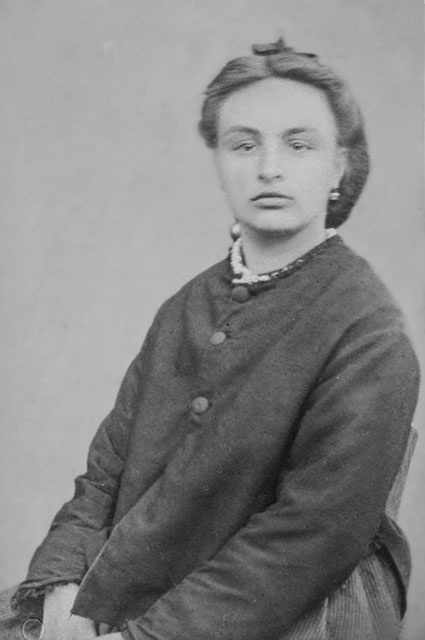
Elisabeth Javelin
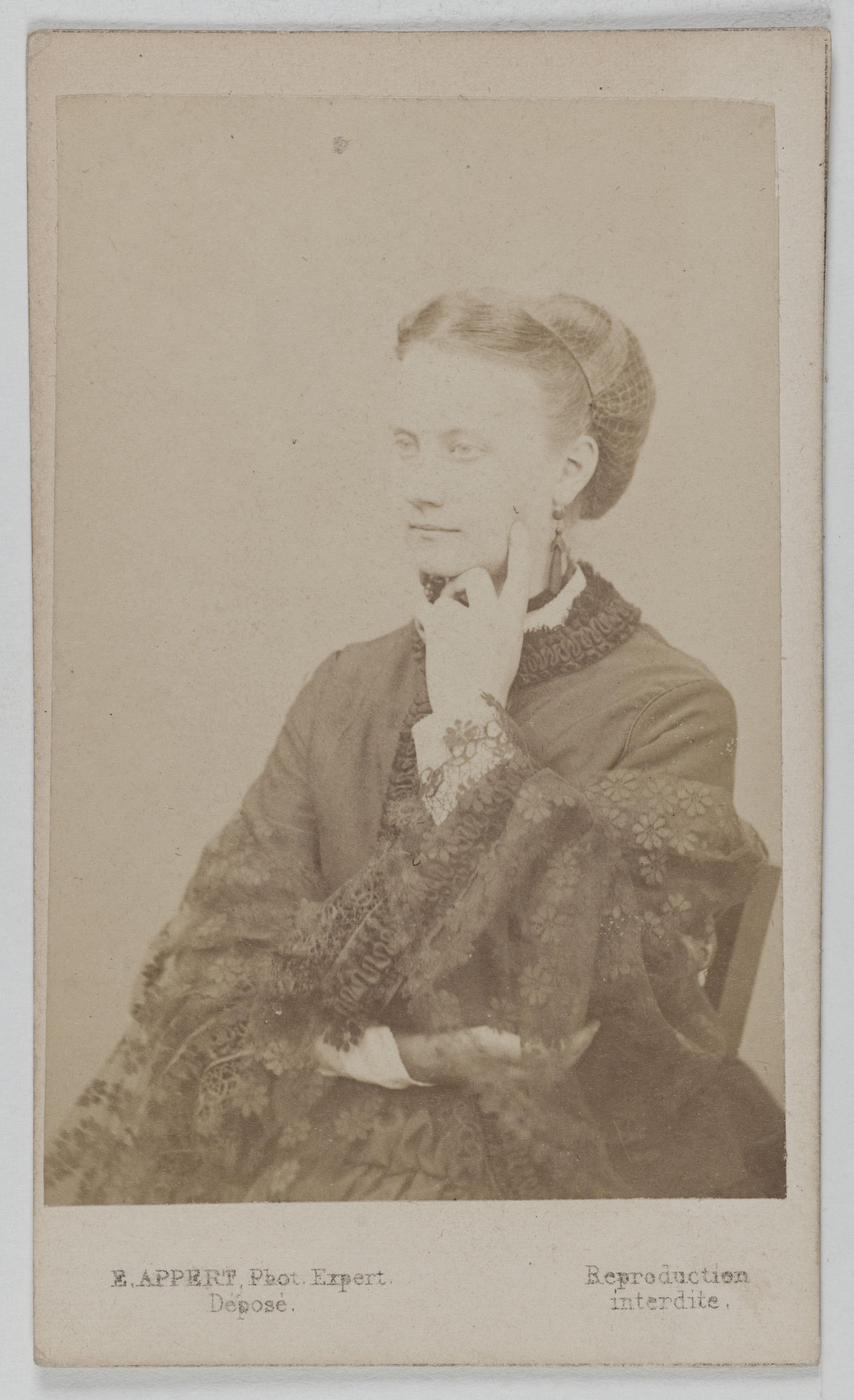
Marie Leroy[57],
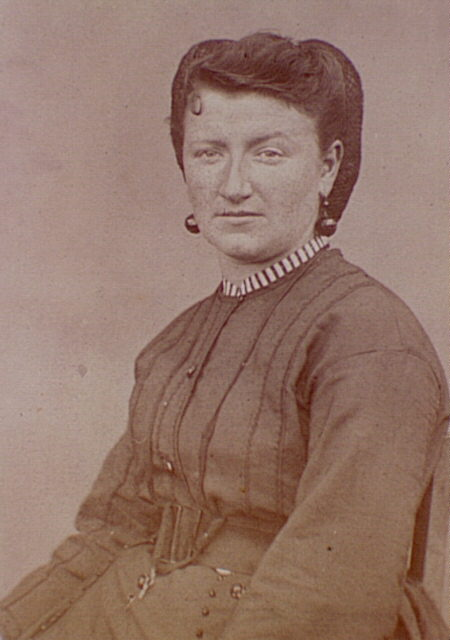
Eugénie Boulanger[59],[60] alors incarcérée à la prison de Versailles
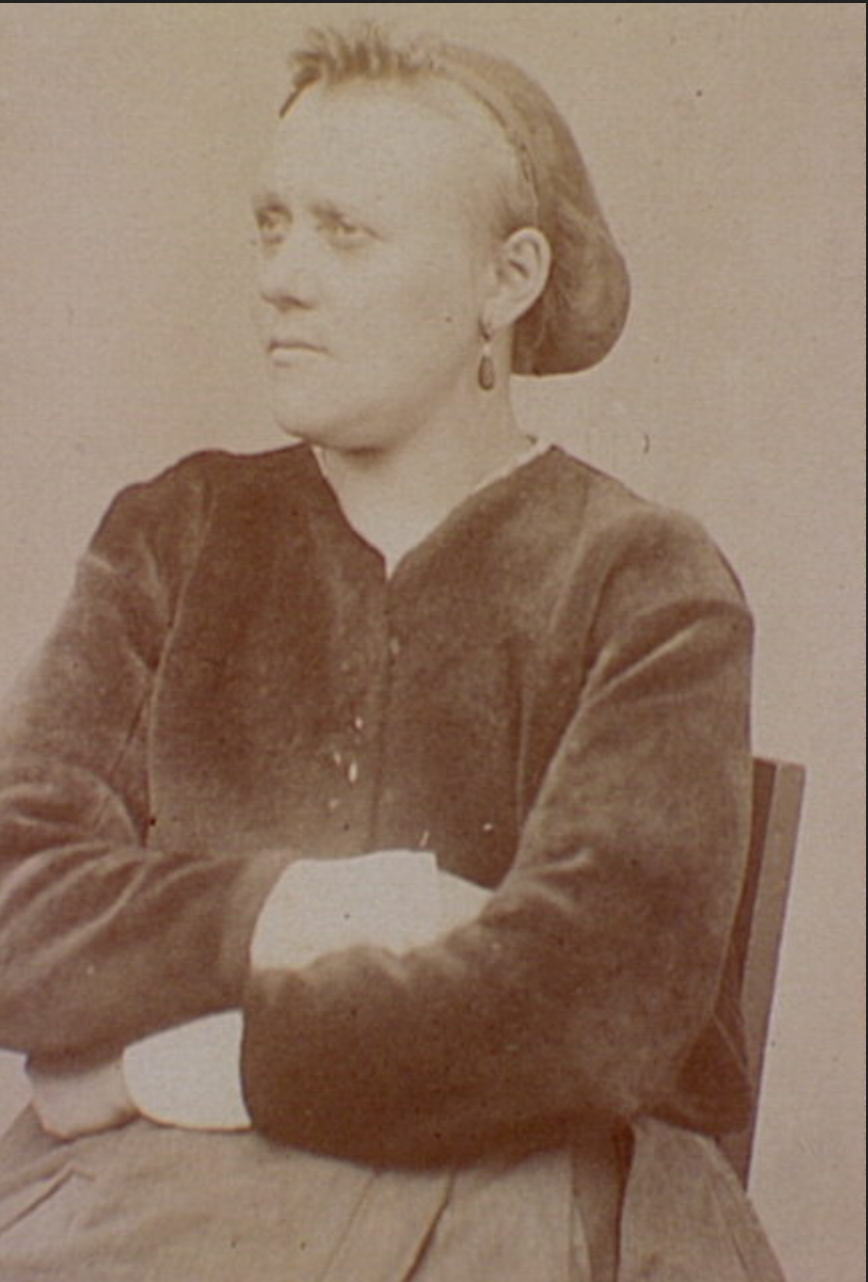
Eulalie Papavoine (1846-1875)
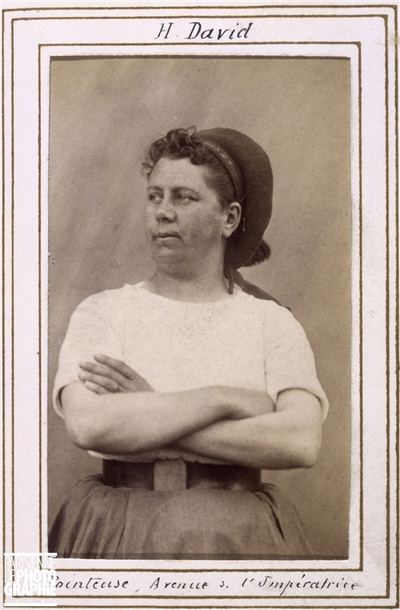
Hortense David, femme Machu, à la prison des Chantiers à Versailles[62],[63],
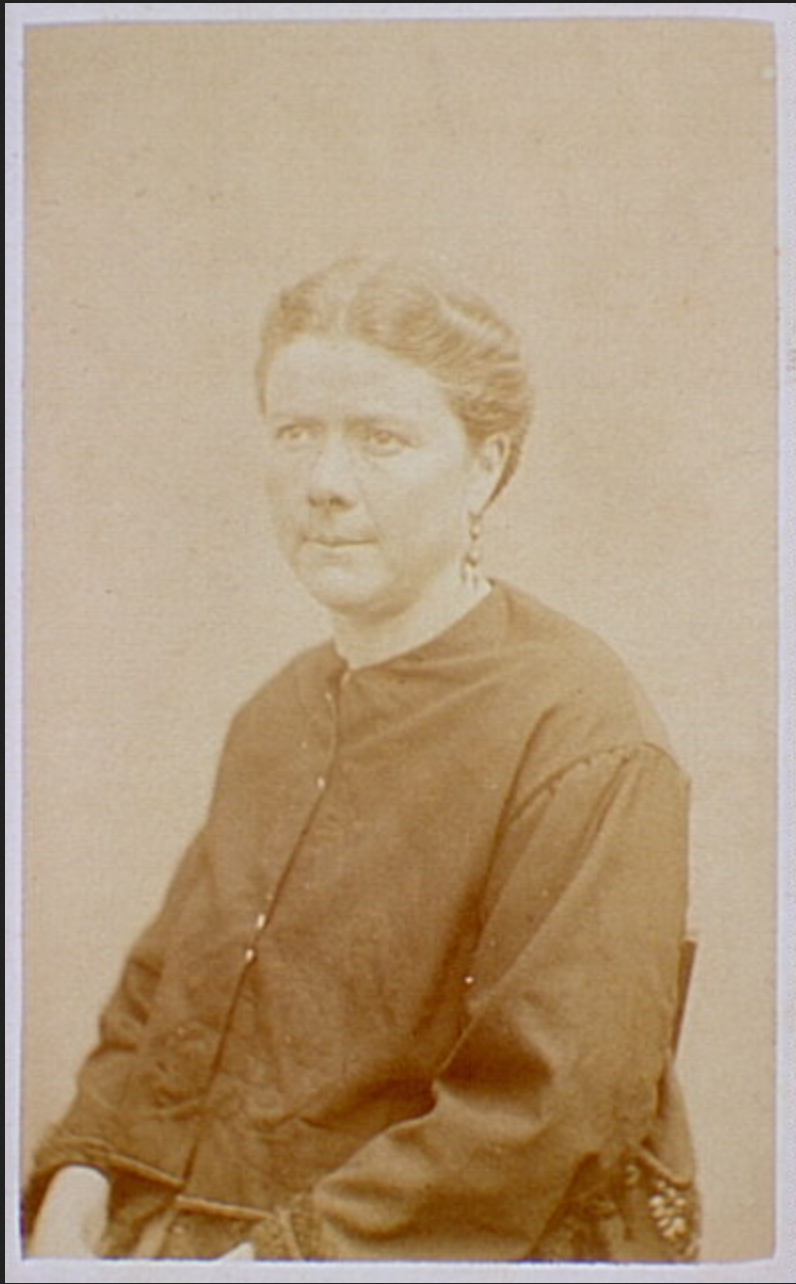
Élisabeth Rétiffe (1834-1882)
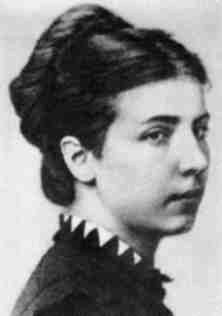
Elisabeth Dmitrieff
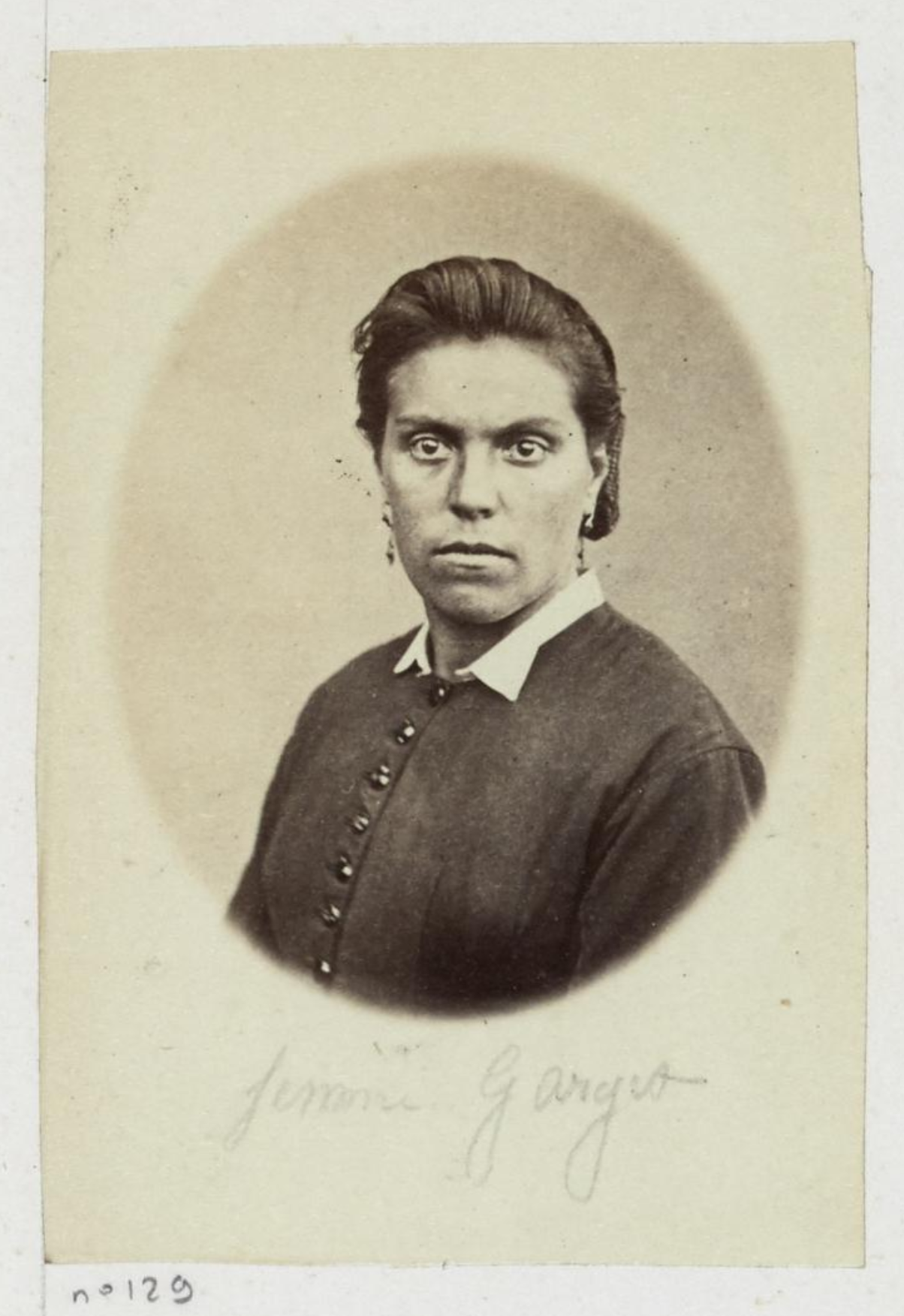
Victorine Gorget
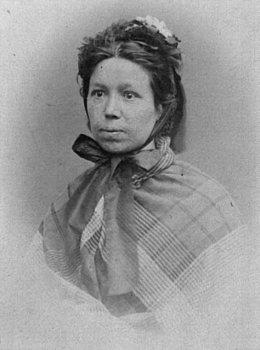
Anne-Marie Ménand
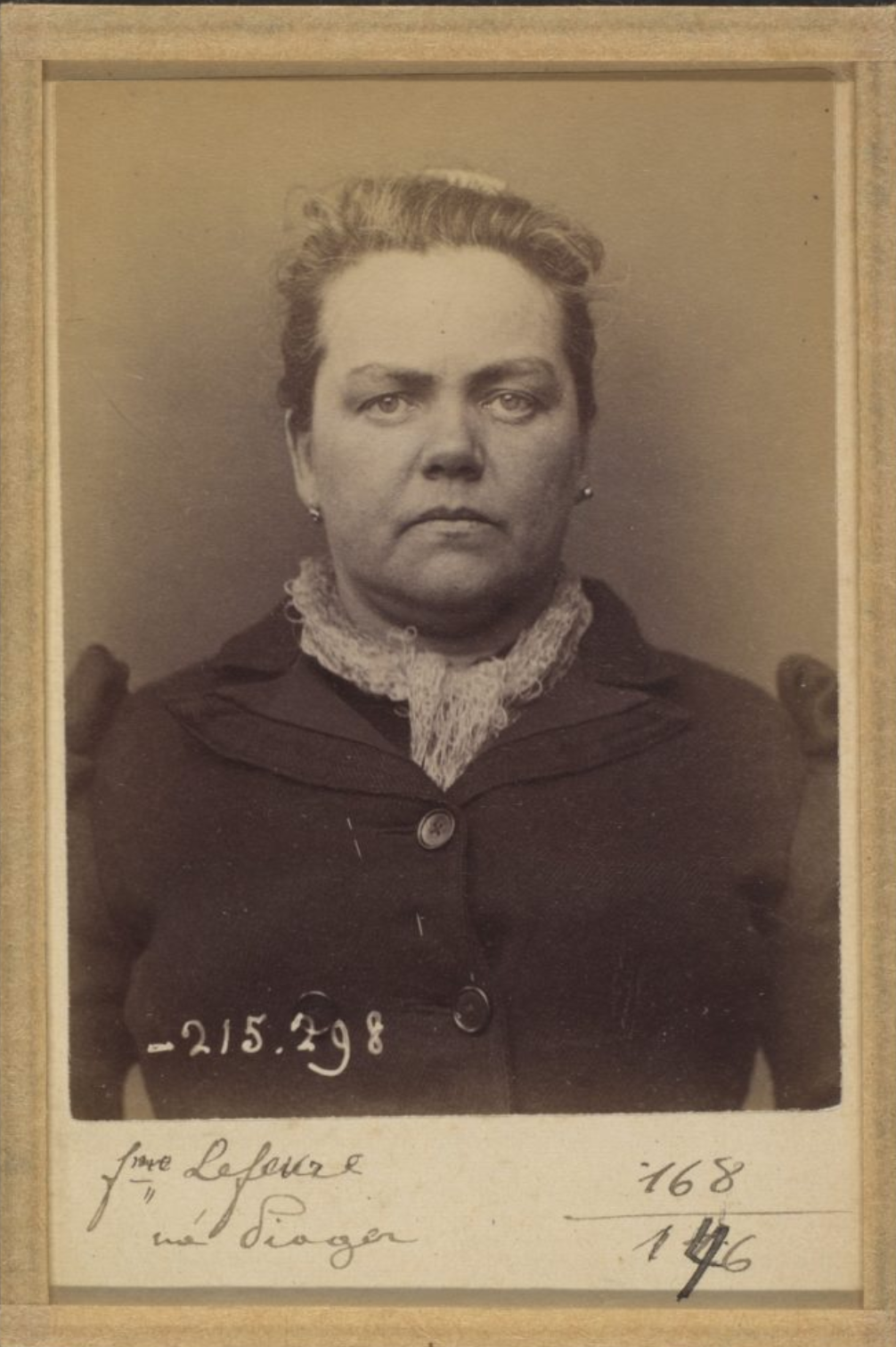
Louise Pioger, chansonnière

## Postérité

### Bande dessinée
- Wilfrid Lupano, Communardes !, Glénat, Vents d'Ouest, 2015-2016 (3 tomes)

### Musique
- Les Femmes de la Commune de Paris, album de 17 chansons sorti chez EPM, de Pauline Floury et Séverin Valière (2021)